# Giovanni Battista Cavedalis
Giovanni Battista Cavedalis (Spilimbergo, 19 marzo 1794 – Spilimbergo, 16 luglio 1858) è stato un patriota italiano. Nativo di Spilimbergo, nel 1848 rassegnò le dimissioni da direttore dell'ufficio ferroviario della linea Vienna-Lubiana per assumere il comando delle neocostituite forze armate del Governo Provvisorio Friulano. 

## Biografia
Il Cavedalis nacque da una agiata famiglia borghese di Spilimbergo: il padre Girolamo svolgeva la professione di avvocato e divenne prima podestà e poi sindaco della cittadina friulana. Avviato agli studi di ingegneria entrò nella Scuola d'Artiglieria di Modena nel 1811, conseguendo il brevetto di primo tenente di artiglieria a Bologna. Con tale grado il giovane Cavedalis si arruolò nell'esercito di Gioacchino Murat, prendendo parte alla campagna del Re di Napoli contro gli austriaci e alla sua invasione delle Legazioni. Dopo la sconfitta di Murat, nel 1817 venne integrato nell'esercito austriaco dove prestò servizio fino al 1822 per poi tornare a Spilimbergo dopo il congedo.
In qualità di Ingegnere ferroviario ricoprì il ruolo di direttore dei lavori della ferrovia Lubiana-Vienna. Si recò a Venezia per partecipare ai moti del 1848, offrendo le proprie conoscenze di ex ufficiale dell'artiglieria, dove riuscì ad ottenere la carica di Triumviro della Repubblica di San Marco, assieme a Daniele Manin e all'ammiraglio Leone Graziani. Dopo la caduta della Repubblica negoziò la pace con l'Austria, che gli permise di rimanere in patria ma obbligò gli altri partecipanti del governo all'esilio. Il differente trattamento ricevuto lo fece sospettare di tradimento ma sarà scagionato dall'accusa solamente nel 1930 con la pubblicazione dei suoi Commentari.